# Надбузьке
Надбузьке — селище в Україні, у Веснянській сільській громаді Миколаївського району Миколаївської області.
Населення становить 949 осіб.

## Населення

### Мова
Розподіл населення за рідною мовою за даними перепису 2001 року:
| Мова            | Кількість | Відсоток |
| --------------- | --------- | -------- |
| українська      | 763       | 80.40%   |
| російська       | 172       | 18.12%   |
| румунська       | 6         | 0.63%    |
| вірменська      | 2         | 0.21%    |
| білоруська      | 1         | 0.11%    |
| циганська       | 1         | 0.11%    |
| інші/не вказали | 4         | 0.42%    |
| Усього          | 949       | 100%     |

## Заклади
В Надбузькому розташований Миколаївський обласний протитуберкульозний диспансер.